# Alain Reynaud-Fourton
Pour les articles homonymes, voir Reynaud et Fourton.
Alain Reynaud-Fourton, né le 25 octobre 1931 à Paris 14e et mort le 11 janvier 2014 à Clichy,, est un écrivain et dramaturge français, auteur de roman policier.

## Biographie
Ancien industriel, il se consacre au début des années 1960 à l'écriture.
En 1962, il publie son premier roman, Les Mystifiés traduit aux États-Unis en 1964 sous le titre The Reluctant Assassin. Pour Claude Mesplède ce roman est « sans doute une navrante erreur d'édition… et de réédition ! ». Il est adapté par José Giovanni et Claude Sautet sous le titre Symphonie pour un massacre dans un film franco-italien réalisée par Jacques Deray en 1963. 
Il écrit ensuite plusieurs pièces de théâtre à succès dont L'Entourloupe en 1983 et Monsieur Amédée en 1990 interprété par Michel Galabru.

## Œuvre

### Romans
- Les Mystifiés, Série noire no 717, 1962, réédition Carré noir no 431, 1980
- La Balade des vendus, Série noire no 892, 1964
- Bras d'honneur ou le Festin des dupes, Éd. no 1, 1989

### Pièces de théâtre
- L'Entourloupe, 1983
- Y a-t-il un otage dans l'immeuble ?, 1986
- Monsieur Amédée, 1990
- Tante Marcelle
- L'Intrus

## Adaptations

### Au cinéma
- 1963 : Symphonie pour un massacre, film franco-italien, adaptation du roman Les Mystifiés réalisée par Jacques Deray

### À la télévision
- 1986 : L'Entourloupe, téléfilm français, adaptation de la pièce de théâtre éponyme  réalisée par Édouard Logereau

## Sources
- Claude Mesplède, Les années "Série noire" : bibliographie critique d'une collection policière, vol. 2 : 1959-1966, Amiens, Editions Encrage, coll. « Travaux » (no 17), 1993 (ISBN 978-2-906-38943-4), p. 129-130-228.
- Claude Mesplède et Jean-Jacques Schleret, SN, voyage au bout de la Noire : inventaire de 732 auteurs et de leurs œuvres publiés en séries Noire et Blème : suivi d'une filmographie complète, Paris, Futuropolis, 1982 (OCLC 11972030), p. 311